# Joeri Kara
Joeri Viktorovitsj Kara (Russisch: Юрий Викторович Кара) (Stalino, 12 november 1954 – Jalta, 16 juli 2025) was een Russische filmregisseur, scenarioschrijver en producent.

## Biografie
Joeri Kara werd geboren op 12 november 1954 in de Russische stad Stalino, die nu Donetsk heet en in Oekraïne ligt.
Na het beëindigen van zijn middelbare studies aan de in Donetsk in 1972, ging Joeri Kara naar de Faculteit Natuur- en Scheikunde van  de Moskouse Universiteit voor Staal en Legeringen (MUSL). Tijdens zijn studies was hij de leider van het vocaal en instrumentaal ensemble van het instituut. In 1978 haalde hij zijn diploma aan het MUSL met een graad in Metaalfysica.  Nadien werkte hij als radiofysica ingenieur in Donetsk. 
In 1982 ging hij studeren aan het Gerasimov Instituut voor Cinematografie, waar hij werkte met  filmregisseur Sergej Gerasimov en actrice Tamara Makarova. Hij studeerde af in 1987 met zijn thesis film Morgen was het oorlog gebaseerd op een verhaal dat geschreven werd door de Russische auteur Boris Vasiljev. De film werd aan 48 landen verkocht.
Joeri Kara bekend werd in Rusland met zijn films Dieven binnen de wet (1988) en De Feesten van Belsazar, of een nacht met Stalin (1990), en met zijn conflict met het Russische Ruimtevaartagentschap Roskosmos, dat werd veroorzaakt door zijn film De prijs is een reis in ruimte. De film was gebaseerd op de roman Het merk van Cassandra, geschreven door de Russische auteur Tsjyngyz Ajtmatov. Roskosmos wilde niet toestaan dat acteur Vladimir Steklov echt in de ruimte zou gaan voor de film.
In 1994 werd Joeri Kara internationaal bekend door de controverse rond zijn film De meester en Margarita. Hoewel de film afgewerkt werd in 1994, zou hij pas op 7 april 2011 in première gaan in de Russische bioscopen. Ondanks het hoogste budget ooit uitgegeven aan een Russische film en de indrukwekkende cast met de meest bekende Russische acteurs, besloten de producenten om de film niet te verdelen. Volgens hen was Joeri Kara's director's cut onaanvaardbaar. De soundtrack, opgenomen door Alfred Schnittke werd wel op cd uitgebracht. Op 15 november 2010 kondigde de Russische filmdistributeur Loeksor onverwacht aan dat zij de rechten op de film van Kara hadden gekocht, en dat hij zou worden uitgebracht in maart 2011. Uiteindelijk werd het 7 april 2011.
Kara bleef films maken zoals Koninginnen (2007), Reporters (2008 - video) en Hamlet. XXIste eeuw (2011)
Kara overleed op 17 juli 2025 op 70-jarige leeftijd.

## Filmografie
- 1974 – Dokter (Thesis film)
- 1988 – Dieven binnen de wet
- 1990 – De Feesten van Belsazar, of een nacht met Stalin
- 1994 – De meester en Margarita
- 2001 – Ik ben een pop
- 2002 – Interessante mannen
- 2005 – De Ster van een tijdperk (Van jou houden is een ramp)
- 2007 – Koninginnen
- 2008 – Reporters
- 2009 – Hamlet. XXIste eeuw